# Tony Lema
Anthony David Lema (25 de fevereiro de 1934 – 24 de julho de 1966) foi um jogador profissional estadunidense de golfe que chegou à fama em meados dos anos sessenta e ganhou um grande título, o Open Championship de 1964, no Old Course em St. Andrews, na Escócia. Ele morreu dois anos depois, aos 32 anos, em um acidente aéreo perto de Chicago.

## Grandes campeonatos

### Vitórias (1)
| Ano  | Campeonato            | 54 buracos          | Pontuação vencedora  | Margem    | Vice-campeão  |
| ---- | --------------------- | ------------------- | -------------------- | --------- | ------------- |
| 1964 | The Open Championship | Líder por 7 tacadas | −9 (73-68-68-70=279) | 5 tacadas | Jack Nicklaus |